# 奧克拉瓦哈 (佛羅里達州)
奧克拉瓦哈（英語：Ocklawaha）是位於美國佛羅里達州馬里昂縣的一個非建制地區。該地的面積和人口皆未知。

## 地理
奧克拉瓦哈的座標為29°02′33″N 81°55′46″W / 29.04250°N 81.92944°W，而該地的平均海拔高度為18米（即59英尺）。